# Kapsula
Kapsula (лат. Capsulae) je čvrsti preparat namenjeni za oralnu upotrebu, koji se resorbuje u želucu ili crevima. Sastoji se od tvrde ili meke čaurice različitih oblika i veličine.

## Sadržaj kapsule
Sadržak kapsule može biti čvrst, tečan ili pastozne konzistencije. Sastoji se od jedne ili više lekovitih supstanci. Sadržaj kapsule ne sme da reaguje sa zidom čaurice, a i zid čaurice mora da bude fiziološki neškodljiv.

## Vrste kapsula po Ph.Jug.V
1. tvrde kapsule;
2. meke kapsule;
3. gastrorezistentne kapsule;
4. kapsule s modifikovanim oslobađanjem lekovite supstance.[2]

## Prednosti kapsuliranog oblika leka
1. lako i tačno doziranje leka;
2. prikrivanje neprijatnog ukusa ili mirisa leka;
3. zaštićenost lekovite supstance od spoljašnjih faktora i štetnih uticaja (vlage, prašine, svetlosti, bakterija i dr.)

## Slike kapsula
- Kapsula sa lekom
- Kapsula sa lekom

## Spoljašnje veze
1. Pravilno korišćenje lekova
2. Lekoviza.com